# Roms brand
Roms brand (latin: Magnum Incendium Romae) var en stor brand som drabbade Rom år 64; enligt Tacitus utbröt branden den 18 juli i närheten av Circus Maximus. Eftersom många hus var byggda av trä spreds branden snabbt. Efter fem dygn hade branden nästan slocknat, men tog då ny fart. Suetonius uppger att branden varade i sex dagar och sju nätter. Branden ödelade tre av Roms fjorton distrikt, förstörde ytterligare sju svårt, och endast fyra klarade sig oskadda. Vidare förstördes Neros palats, Jupiter Stators tempel och Vestatemplets härd.

## Branden och Roms återuppbyggnad
Enligt Tacitus spreds branden och brann i fem dagar. Fyra av fjorton distrikt klarade sig, tre förstördes fullständigt och sju härjades svårt. Det finns bara en annan samtida källa som nämner branden, Plinius d.ä., skriver bara i förbigående om den. Andra historiker från denna tid (Dio Chrysostomos, Plutarkos och Epiktetus) omtalar den inte över huvud taget. Det finns bara en annan källa som nämner omfattningen av skadan branden orsakade, en interpolation i form av ett brev som uppges vara skrivet av Seneca d.y. till aposteln Paulus: "Ett hundra trettiotvå hus och fyra kvarter (insulae) brann ner på sex dagar; på den sjunde dagen vilade den". Den senare källan gör gällande att mindre än en tiondel av staden brann ner, eftersom Rom hade 1700 enfamiljshus och 47 000 insulae.
Dio Cassius uppger att Nero, i scenkostym, sjöng Iliou persis under branden. Tacitus anger dock att Nero befann sig i Antium under tillfället, och att Nero skulle ha spelat lyra och sjungit under branden bara var ett rykte. Av senare datum är påståenden att Nero skulle ha spelat fiol, vilket inte kan stämma eftersom fiolen inte var uppfunnen än.
Tacitus anger att Nero när han fick höra talas om branden, skyndade till Rom för att organisera räddningsarbetet vilket han finansierade med egna medel. När branden var släckt, skulle han ha öppnat sitt hem för de hemlösa, och stått för förtäring för att förhindra att de drabbade svalt. Till följd av branden utarbetade han en ny stadsplan. Husen byggdes i kvarter med avstånd emellan, och med portiker vettande mot stora vägar. Nero lät uppföra ett nytt palatskomplex, Domus Aurea, på en plats som brunnit ner. Storleken på komplexet finns det olika uppgifter om (mellan 100 och 300 acre). Byggnaderna bekostades med tributer från imperiets alla provinser.

## Rykten om kristen mordbrand och förföljelser mot kristna

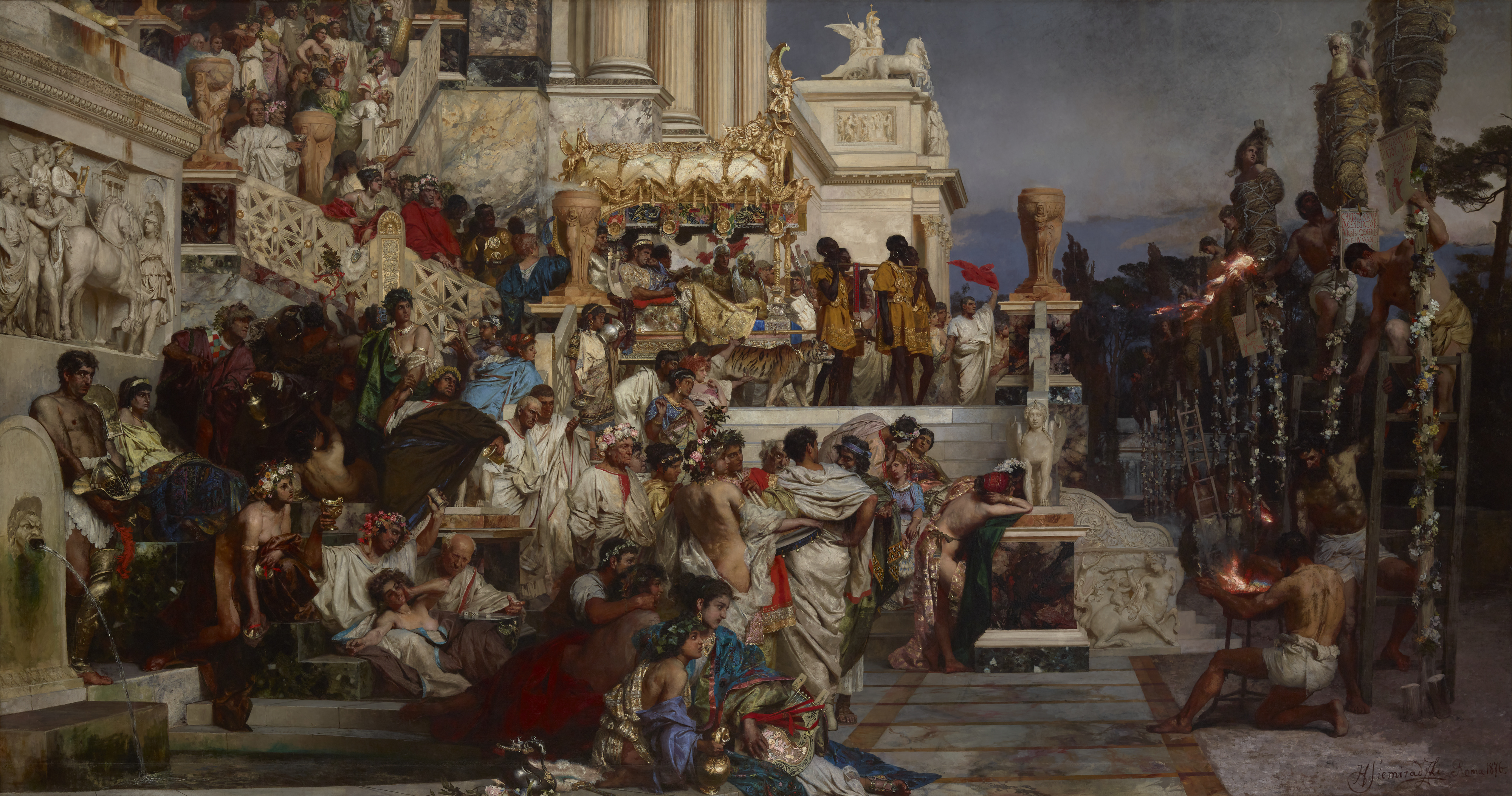
The Torches of Nero, av Henryk Siemiradzki. Enligt Tacitus anklagade Nero de kristna för branden.

Det är oklart vad som orsakade branden, om det var en olyckshändelse eller om det var mordbrand. Tacitus berättar att somliga trodde att Nero hade anlagt branden. På oklara grunder anklagade Nero de kristna för att ha startat den. Kristna erkände dådet, men det är oklart om erkännandena var falska och framtvingade med tortyr. Texten ifråga är också oklar ifråga om de kristna erkände att de var kristna eller om att de anlagt branden. Suetonius och Dio Cassius lägger skulden på Nero, med motivet att denne hade en vansinnig önskan att förstöra Rom. Det var dock inte ovanligt att bränder uppstod som olyckshändelser i antikens Rom. Rom brann igen under Vitellius år 69, under Vespasianus belägring och under kejsar Titus år 80.
Tacitus berättar att Nero gav order om att de kristna skulle kastas till hundar, medan andra korsfästes och några tändes eld på för att fungera som ljuskällor.